# Neil LaBute

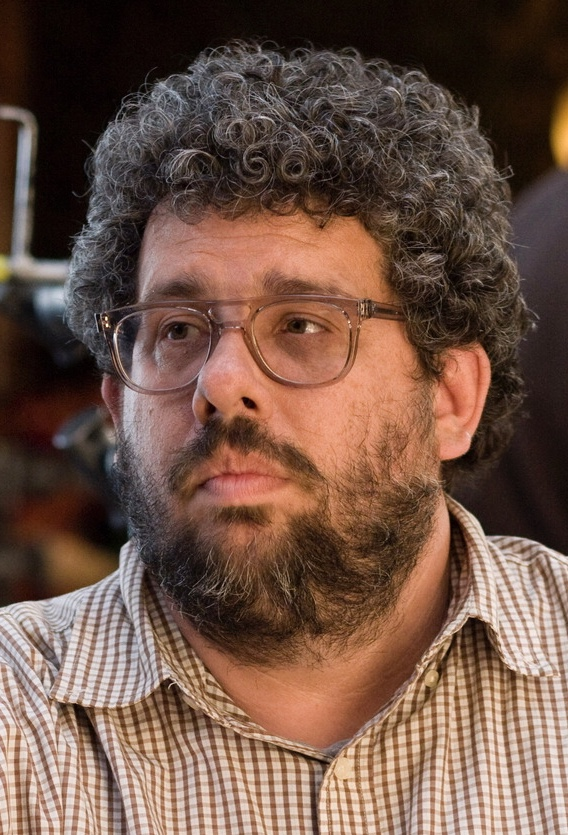
Neil LaBute, 2010

Neil LaBute (* 19. März 1963 in Detroit, Michigan) ist ein US-amerikanischer Regisseur, Autor und Dramatiker.

## Leben
LaBute wuchs auf in Spokane, Bundesstaat Washington. Er studierte Theater an der Brigham Young University (BYU), wo er der Kirche Jesu Christi der Heiligen der Letzten Tage (Mormonen) beitrat. An der BYU traf er den Schauspieler Aaron Eckhart, der später viele Hauptrollen in seinen Filmen spielte. An der BYU produzierte er auch eine Anzahl Stücke, die bis an die Grenze dessen gingen, was an der sittenstrengen Mormonen-Universität erlaubt war. Einige dieser Stücke wurden unmittelbar nach der Premiere abgesetzt. LaBute arbeitete für seinen Studien-Abschluss an der University of Kansas, der New York University und der Royal Academy of Arts in London.
1993 kehrte er zurück zur Brigham Young University, um sein Stück In the Company of Men uraufzuführen, wofür er eine Auszeichnung von der Association for Mormon Letters bekam. Anschließend lehrte er in den frühen 1990er Jahren Drama und Film an der Indiana University–Purdue University Fort Wayne, wo er das Stück adaptierte und als Regisseur verfilmte. Der Film gewann die Filmmakers Trophy beim Sundance Film Festival und Preise oder Nominierungen beim Deauville Film Festival, den Independent Spirit Awards, dem Thessaloniki Film Festival und auch bei den Society of Texas Film Critics Awards und dem New York Film Critics Circle. Die kritisch-distanzierte Haltung des Films gegenüber der Mormonen-Kirche führte zu Missbilligung durch lokale kirchliche Oberhäupter und zur Beendigung von LaButes Mitgliedschaft (Vorstufe der Exkommunikation). Später verließ er formell die Kirche.
LaBute wurde bekannt durch seine beunruhigenden Darstellungen von menschlichen Beziehungen. In the Company of Men porträtierte er zwei frauenfeindliche Geschäftsleute (einer gespielt von Eckhart), die in grausamer Verschwörung eine taube Frau aufreizen und dann emotional zerstören. Sein nächster Film, Your Friends & Neighbors (1998), unter anderem besetzt mit Eckhart und Ben Stiller, war ein schockierendes Porträt des Liebeslebens dreier befreundeter Vorstadtpaare.
Im Jahr 2000 schrieb und inszenierte er ein Off-Broadway-Stück mit dem Titel bash: stücke der letzten tage, eine Zusammenstellung von drei kurzen Stücken über gute Leute (jeweils Mormonen), die beunruhigende und gewalttätige Dinge tun. In einem der Stücke kam es zu einem vielbeachteten Auftritt von Calista Flockhart in der Rolle eines Mannes.
In dem Stück The Shape of Things gewinnt er dem Pygmalion-Stoff neue Seiten ab: Frau formt Mann, Mann verliebt sich in Frau, aber am Ende kommen sie doch nicht zusammen. Das Stück geht der Frage nach, wie weit Menschen bereit sind, sich manipulieren zu lassen. Was der Mensch bereit ist zu geben für eine perfekt dosierte Handvoll Liebe. Und was ist besser: eine hübsche Illusion oder die grausame Wahrheit.
Das Theaterstück The Mercy Seat aus dem Jahre 2002 war einer der ersten wichtigen theatralischen Reaktionen auf die Terroranschläge am 11. September 2001 in den USA. Datiert auf den 12. September 2002, befasst sich das Stück mit einem Mann, der im World Trade Center gearbeitet hat, aber am Tag des Anschlages seinem Büro fernblieb – mit seiner Geliebten. Da seine Familie glauben wird, dass er bei dem Einsturz der Türme ums Leben kam, überlegt er, dies dazu zu nutzen, um von seiner Frau und seinen Kindern wegzulaufen und ein neues Leben mit seiner Geliebten zu beginnen. Die Hauptrollen am Broadway spielten Liev Schreiber und Sigourney Weaver.

## Filmografie
- 1997: In the Company of Men
- 1998: Your Friends & Neighbors – mit Ben Stiller
- 2000: Nurse Betty – mit Renée Zellweger, Morgan Freeman
- 2000: Tumble (Kurzfilm)
- 2002: Besessen (Possession) – mit Gwyneth Paltrow – nach dem gleichnamigen Roman von Antonia Susan Byatt
- 2003: The Shape of Things
- 2006: The Wicker Man
- 2008: Lakeview Terrace
- 2010: Sterben will gelernt sein (Death at a Funeral)
- 2013–2015: Hell on Wheels (Fernsehserie)
- 2013: Some Velvet Morning
- 2015: Dirty Weekend
- 2022: House of Darkness
- 2022: Out of the Blue
- 2023: Fear the Night

## Theater
- Lepers
- Rounder
- Ravages
- Sanguinarians & Sycophants
- Dracula
- Woyzeck
- Filthy Talk For Troubled Times (1989)
- In the Company of Men (1992)
- Trilogie Bash: Latter-Day Plays (dt. Bash: Stücke der letzten Tage) (1999)
- The Shape of Things (dt. Das Maß der Dinge) (Uraufführung: 24. Mai 2001, Almeida Theatre, London, R: Neil LaBute)
- The Mercy Seat (dt. Tag der Gnade) (2002)
- The Distance From Here (dt. Weit von hier) (2002)
- Land of the Dead (dt. Land der Toten, 2002, Uraufführung am 11. September 2002 in New York im Rahmen des Brave New World Event)[2]
- Merge (2003)
- Autobahn (2003)
- Fat Pig (dt. Fettes Schwein) (2004)
- Some Girl(s) (2005)
- This Is How It Goes (2005) (dt. Wie es so läuft, österreichische Erstaufführung am 6. Dezember 2007 im Theater in der Josefstadt)
- Wrecks (2006)
- In a Dark Dark House (2007) (dt. In einem finsteren Haus, dt. Uraufführung am 30. April 2010, Stadttheater Konstanz, Inszenierung: Wulf Twiehaus)
- Der große Krieg (2008)
- Reasons to be Pretty (2008) (dt. Lieber schön); europäische UA: 17. September 2010 im Burgtheater im Kasino, Wien[3]
- The Break of Noon (2010) (dt. Zur Mittagsstunde, dt. Uraufführung: 8. Oktober 2011 im Residenztheater München)
- In a Forest, Dark and Deep (2011) (dt. In einem tiefen, dunklen Wald, 2012 im Theater Bonn, Hauptrolle: Birte Schrein (Betty), Regie: Michael Lippold[4])

## Hörspiele
- "Bash! latterday plays" (hr 2001, Regie: Leonhard Koppelmann)